# Jerzy Dowgwiłłowicz
Jerzy Wacław Dowgwiłłowicz (ur. 2 stycznia 1947 w Dobrym Mieście, zm. 2 listopada 2012) – polski spółdzielca, inżynier rolnictwa, poseł na Sejm X kadencji.

## Życiorys
Ukończył w 1972 studia w Akademii Rolniczo-Technicznej w Olsztynie. Zawodowo związany ze spółdzielczością, doszedł do stanowiska prezesa zarządu Rolniczej Spółdzielni Produkcyjnej w Tyrowie.
W latach 1989–1991 sprawował mandat posła na Sejm kontraktowy z puli Polskiej Zjednoczonej Partii Robotniczej do której należał od 1975 do rozwiązania. Został wybrany w okręgu olsztyńskim, w trakcie kadencji przeszedł do Poselskiego Klubu Pracy. Zasiadał w Komisji Rolnictwa i Gospodarki Żywnościowej oraz w Komisji Nadzwyczajnej do rozpatrzenia projektów ustaw dotyczących spółdzielczości. W 1991 bez powodzenia ubiegał się o reelekcję z ramienia marginalnego komitetu „Zdrowa Polska”. Później związany z Polskim Stronnictwem Ludowym, następnie kierował RSP „Odrodzenie”.
W 1983 odznaczony Złotym Krzyżem Zasługi, otrzymał również Odznakę „Zasłużony Pracownik Rolnictwa”.
Pochowany na cmentarzu komunalnym w Ostródzie.